# Harry Cohn

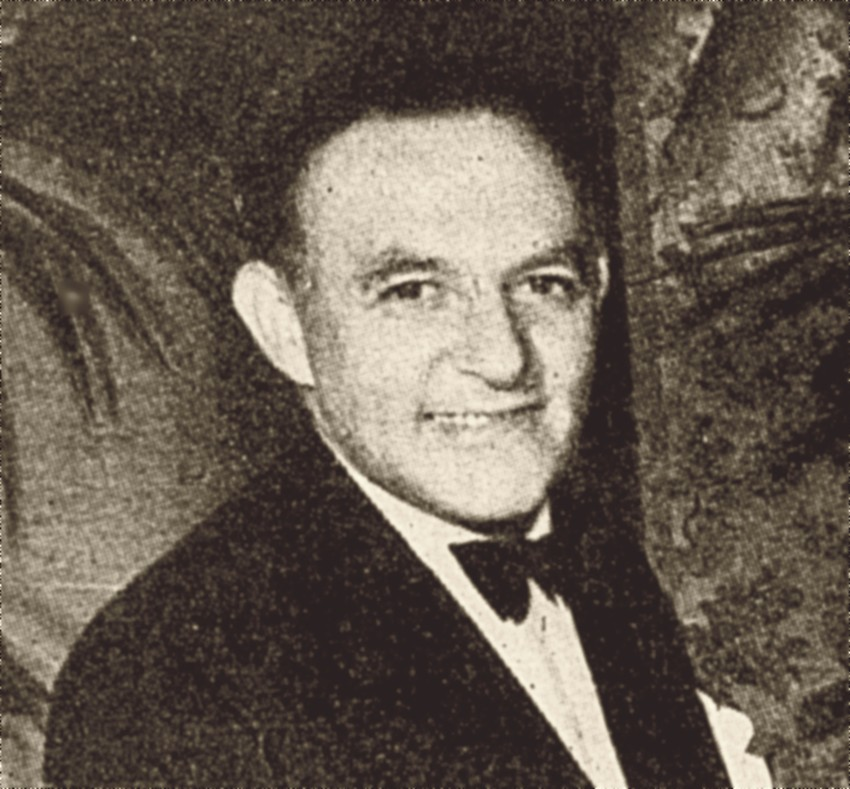
Harry Cohn bei der Oscarverleihung 1938

Harry Cohn (* 23. Juli 1891 in New York City, New York; † 27. Februar 1958 in Phoenix, Arizona) war ein US-amerikanischer Filmproduzent. Cohn war einer der Gründer des Filmstudios Columbia Pictures und fungierte bis zu seinem Tod als Boss des Studios.

## Leben
Harry Cohn war eines von fünf Kindern eines in die USA ausgewanderten deutsch-jüdischen Schneiders. Nach einigen Jobs, unter anderem als Teil eines Vaudeville-Acts, wechselte Cohn ins Filmgeschäft. Sein Bruder Jack Cohn arbeitete bereits in New York für die Independent Motion Picture Company von Carl Laemmle. Dort hatte Jack die Produktion des ersten abendfüllenden Films Traffic in Souls geleitet. Über Jack kam auch Harry zu Laemmle und war als dessen Sekretär bei Universal City nach Hollywood geschickt worden. Das Engagement dauerte nur kurz, dann beschlossen die beiden Brüder Jack und Harry Cohn, zusammen mit dem befreundeten Anwalt Joe Brandt eine eigene Filmgesellschaft zu gründen. So entstand 1919 in New York die C.B.C. Film Sales.
Harry Cohn wechselte sehr bald wieder nach Hollywood, um dort die zunächst kleinen Filmproduktionen von C.B.C. zu überwachen. Der Firmensitz war in einer der weniger attraktiven Gegenden von Hollywood, die deshalb auch Poverty Row genannt wurde. Die Firma wurde am 10. Januar 1924 in Columbia Pictures Corporation umbenannt. Das Studio war finanziell nicht gut ausgestattet, so dass sich die Gründer entschieden, entgegen dem damaligen Trend ausdrücklich keine eigene Kinokette zu erwerben. Damit blieben Columbia die großen finanziellen Probleme erspart, die durch ihre hochdefizitären Kinoketten während der Weltwirtschaftskrise vor allem Paramount Pictures und Warner Brothers trafen.
Harry Cohn regierte das Studio selbst für Hollywood-Verhältnisse ungewöhnlich autokratisch. Sein Mangel an Umgangsformen, die vollständige Missachtung elementarster Regeln der Höflichkeit im Umgang mit anderen sowie permanente Belästigungen weiblicher Beschäftigter machten aus Cohn rasch einen der meistgehassten Männer der gesamten Filmindustrie. Gleichzeitig war er ein exzellenter Finanzfachmann, der es schaffte, Columbia als einziges Filmstudio bis 1958 ohne Verlust zu führen.
Allmählich stieg das Ansehen des Studios über die Jahre und 1927 produzierte Cohn mit The Blood Ship den ersten mit aufwendigem Budget versehenen Film. Gleichzeitig schaffte es der Regisseur Frank Capra, mit seinen Streifen für Columbia Prestige und finanzielle Erfolge zu generieren. Spätestens seit Es geschah in einer Nacht, der 1934 als erster Film überhaupt alle fünf sogenannten Hauptoscars gewann, zählte Columbia zu den A-Studios. Nachdem Barbara Stanwyck 1931 das Studio erfolgreich auf mehr Gage verklagt hatte und kurz danach bei Warner Brothers bessere Arbeitsbedingungen gefunden hatte, war Jean Arthur lange Zeit der einzige Star für Columbia. Die Streitereien zwischen Cohn und Arthur waren 1944 so schlimm, dass die Schauspielerin nach Beendigung ihres Vertrages über das Studiogelände lief und rief:
„Now I'm Free!' Now I'm Free!“
„Jetzt bin ich frei! Jetzt bin ich frei!“
Der Drehbuchautor Ben Hecht gab Cohn den Spitznamen White Fang, und der Schauspieler Ronald Colman kehrte 1942 nur unter der Bedingung für die Dreharbeiten zu Zeuge der Anklage zurück, dass er unter keinen Umständen persönlichen Kontakt zu Harry Cohn haben würde. Ein weiteres bekanntes Opfer war Katharine Hepburn, die von Cohn persönlich für den finanziellen Misserfolg von Holiday aus dem Jahr 1938 verantwortlich gemacht wurde. Bis zu seinem Tod bekam die Schauspielerin keine Angebote mehr von Columbia.
Doch es gab auch Ausnahmen: Carole Lombard, die 1932 erstmals für das Studio drehte, wurde vom Studiochef während der Arbeiten zu Virtue wegen ihrer Haarfarbe angeblafft.
„Change it! You look like a whore!“ („Ändern Sie das! Sie sehen aus wie eine Hure!“)
Die unerschrockene Lombard gab zurück:
„If anyone knows what a whore looks like, you do!“ („Wenn einer weiß, wie eine Hure aussieht, dann Sie!“)
Danach kamen die beiden sehr gut miteinander aus.
Etwas überraschend war Cohns Vorliebe für Irene Dunne, eine Schauspielerin, die für ihre Religiosität und untadelige Lebensführung bekannt war. Die beiden kamen seit dem ersten Treffen 1936 ausgezeichnet miteinander aus, und Cohn behandelte den Star stets freundlich. Als Dunne Mitte der 40er Jahre zunehmend schwerer Rollen fand, war es Cohn, der ihrer Karriere mit zwei aufwendig produzierten Komödien (Together Again und Over 21) zu neuem Ansehen half. Loretta Young, die sich Mitte 1939 nach einem Streit mit ihrem alten Studio 20th Century Fox auf einer Schwarzen Liste befand und keine Angebote mehr erhielt, bekam von Cohn wieder Arbeit und feierte mit The Doctor's Wife 1940 ein Comeback.
Als die verlorene Monopolstellung und der Aufstieg des Fernsehens die großen Studios in den 1950er-Jahren in die Krise brachten, war auch Cohns Columbia davon betroffen, er hielt die Zügel aber als einer der letzten großen Hollywood-Mogule des Studiosystems bis zu seinem Tod fest in seiner Hand. Harry Cohn starb im Februar 1958 im Alter von 66 Jahren unerwartet an einem Herzinfarkt. Er war von 1941 bis zu seinem Tod in zweiter Ehe mit der Schauspielerin Joan Perry verheiratet, sie hatten zwei Söhne und eine Adoptivtochter. Auf Cohns gut besuchter Beerdigung sprach Red Skelton angeblich den später berühmten Satz: „Es zeigt sich, was Harry immer sagte: Man gebe den Menschen was sie wollen und sie kommen dafür heraus.“ (It proves what Harry always said: Give the public what they want and they'll come out for it.). Allerdings gilt als unsicher, ob dieser schwarzhumorige Satz je gefallen ist. Cohn liegt auf dem Hollywood Forever Cemetery bestattet.

## Filmografie (Auswahl)
- 1922: Nur ein Ladenmädchen (Only a Shop Girl)
- 1928: Submarine
- 1929: Flieger (Flight)
- 1931: The Miracle Woman
- 1932: Hinter der Maske (Behind the Mask)
- 1934: Es geschah in einer Nacht (It Happened One Night)
- 1934: Das leuchtende Ziel (One Night of Love)
- 1934: Broadway Bill